# Prostitution aux Kiribati
La prostitution aux Kiribati est l'activité de prostitution exercée légalement aux Kiribati, notamment en lien avec la pêche, mais les activités de type racolage et proxénétisme y sont illégales.

## Ampleur
L'ONUSIDA estime à 114 le nombre de prostituées sur ces îles.
Les foyers de prostitution sont liés à l'industrie de la pêche dans la capitale, Tarawa. Les eaux entourant les îles Kiribati sont parmi les plus riches en poissons du monde. Beaucoup de navires de pêche internationaux, majoritairement originaires de Corée du Sud, se rendent dans ces eaux pour leurs activités, et, passant par Tarawa, font monter à bord de jeunes femmes prostituées, parfois âgées de 14 ans. Ces prostituées sont connues sous le nom de "KoreKorea",,.

## Prévention et restrictions
Afin de tenter de stopper ce commerce, le gouvernement a interdit aux bateaux coréens de mouiller dans leur port pendant quelque temps en 2003. L'interdiction a été prolongée de 2003 à 2005.